# Nasionale Party
De Nasionale Party (NP) (Nederlands: Nationale Partij van Zuid-Afrika; Engels: National Party of South Africa) was een blanke nationalistische politieke partij in Zuid-Afrika in de periode 1914 tot 1994. Zij was een van de belangrijkste partijen en regeerde van 1948 tot het verkiezingsjaar 1994, het einde van de apartheid.
De partij speelde een sleutelrol in de invoering van de apartheid. Zij werd opgericht door de Afrikaner James Barry Munnik Hertzog. De NP gold als tegenwicht voor de Suid-Afrikaanse Party van generaal Jan Christian Smuts die toen samenwerkte met het Britse imperium en verzoening tussen Boer en Brit nastreefde.

## Oprichting
Vóór de oprichting van de Nasionale Party was de aankomende leider James Barry Munnik Hertzog minister van Justitie in de nationale eenheidsregering van premier Louis Botha van de South African Party (SAP). Dit was de eerste regering van de in 1910 ontstane Unie van Zuid-Afrika. Hertzog wilde dat Zuid-Afrika onafhankelijk zou worden van het Britse Rijk. Door zijn nationalistische en anti-Britse houding kwam hij in conflict met zijn collega-ministers en in 1912 werd hij uit de regering verwijderd.
Toen het partijcongres van de SAP in november 1913 zich in meerderheid uitsprak tegen terugkeer van de dissidente Hertzog in de regering stapte deze uit de partij. In januari 1914 werd de eerste afdeling van de Nasionale Party in Oranje Vrijstaat opgericht om mee te doen aan de verkiezingen van oktober 1915. Transvaal en de Kaapprovincie volgden later.
De naam van de partij verwees naar het streven naar volledige onafhankelijkheid van Zuid-Afrika. Ook moest het Nederlands als taal gelijkwaardig worden aan het Engels.

## 1914-1923
Toen in augustus 1914 tijdens de Eerste Wereldoorlog de Britten het buurland Duits-Zuidwest-Afrika wilden aanvallen, waren de meeste Afrikaners tegen deelname aan de oorlog. Vooral de NP protesteerde. Toch leidde dit niet tot een grote overwinning bij de parlementsverkiezingen in oktober 1915. De NP kreeg met 30% van de stemmen slechts 27 van de 130 zetels in de Volksraad.
Gedurende de oorlog liepen steeds meer kiezers over van de SAP naar de NP. In september 1919 volgde generaal Jan Smuts de overleden Louis Botha namens de SAP op als premier van Zuid-Afrika. Bij de parlementsverkiezingen in maart 1920 steeg het aantal zetels voor de NP tot 44 van de 134 zetels, tegenover 41 voor de verzwakte SAP. Pogingen om een coalitie te vormen mislukten. Smuts vormde een minderheidsregering met de Unionist Party (UP) als gedoogpartner.
Het kabinet hield niet lang stand en in 1921 werden vervroegde verkiezingen gehouden. SAP en UP kwamen nu met een gezamenlijke lijst en behaalden een overweldigende meerderheid van 79 zetels, met iets minder dan de helft van de stemmen. Dit ging vooral ten koste van de Labour Party (LP), terwijl de NP een zetel won.
Een grote gewapende opstand van blanke mijnwerkers bij Witwatersrand in maart 1922, neergeslagen door leger en politie, leidde tot een sterke neergang van de populariteit van Smut's partij ten gunste van NP en LP. De opstand was gericht tegen de aanstelling van goedkope zwarte en Chinese arbeiders die de banen van de blanke arbeiders bedreigden. NP en LP besloten in april 1923 om met een gezamenlijke lijst aan de volgende verkiezingen in 1924 deel te gaan nemen.
Op 26 juli 1915 werd de landelijke krant "Die Burger newspaper" in het leven geroepen, om de ideeën van de partij uit te dragen.

## Vanaf 1924
In 1924 vormde Hertzog een kabinet met de (overwegend Britse) Labour Party. In 1934 fuseerde de NP van Hertzog met de SAP van Smuts tot de Verenigde Party. Een groep radicale Afrikaners (onder wie Daniel François Malan) binnen de NP ging niet mee met de fusie en richtte de "Gesuiwerde" Nasionale Party ("Gezuiverde" Nationale Partij) op. Deze GNP verzette zich tegen de samenwerking van Smuts en Hertzog met de Britten. In 1939 brak Hertzog met Smuts omdat de laatste een voorstander was van een oorlogsverklaring aan de asmogendheden, terwijl Hertzog neutraal wilde blijven.
In 1941 richtte Hertzog de Herenigde Nasionale Party op, waarvan ook de GNP deel uitmaakte. De HNP nam een programma aan met de invoer van apartheid en verbreking van de banden met Groot-Brittannië als hoofdthema's. In 1948 won de HNP de verkiezingen en werd Daniel François Malan minister-president in een coalitieregering van de HNP en de Afrikanerparty. In 1953 fuseerde de HNP met de Afrikanerparty en nam de oude naam "Nasionale Party" weer aan. Tot 1994 droeg deze partij de regeringsverantwoordelijkheid en in deze periode was ze verantwoordelijk voor de invoer van de apartheid.
In de jaren 60 waren er voortdurend spanningen tussen de gematigde en de extreemrechtse vleugel van de partij. Dit leidde uiteindelijk tot de overwinning van de gematigde vleugel, de "verligtes", van Pieter Willem Botha. In 1969 trad een kleine groep onder leiding van Albert Hertzog en Jaap Marais, de "verkramptes", uit de NP en stichtte de Herstigte Nasionale Party, een extreemrechtse partij. Ingrijpender was de scheuring van 1982, toen ex-minister Andries Treurnicht, partijleider in Transvaal, met zijn aanhang uittrad en de Konserwatiewe Party stichtte. Dit gebeurde uit verzet tegen een voorgenomen afzwakking van de apartheidspolitiek door het toekennen van beperkte politieke rechten aan kleurlingen en Indiërs.
In 1989 kwam Frederik Willem de Klerk aan de macht, die (geheime) besprekingen met Nelson Mandela en andere ANC-leiders begon. Dit resulteerde in de afschaffing van apartheid en de installatie van een democratisch bewind onder Mandela (1994).
Medio 2004 is de (gematigde vleugel van de) NP opgegaan in het ANC van president Thabo Mbeki.

## Verkiezingsuitslagen
| Verkiezingsjaar | Lijsttrekker             | Stemmen   | %      | Zetels   |
| --------------- | ------------------------ | --------- | ------ | -------- |
| 1989            | Frederik Willem de Klerk | 1.039.704 | 48,19% | 94 / 166 |
| 1994            | Frederik Willem de Klerk | 3.983.690 | 20,39% | 82 / 400 |

## Afbeeldingen van politici

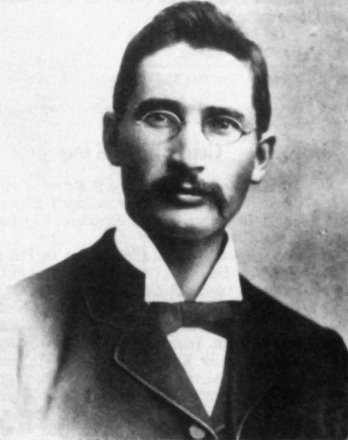
J. Hertzog
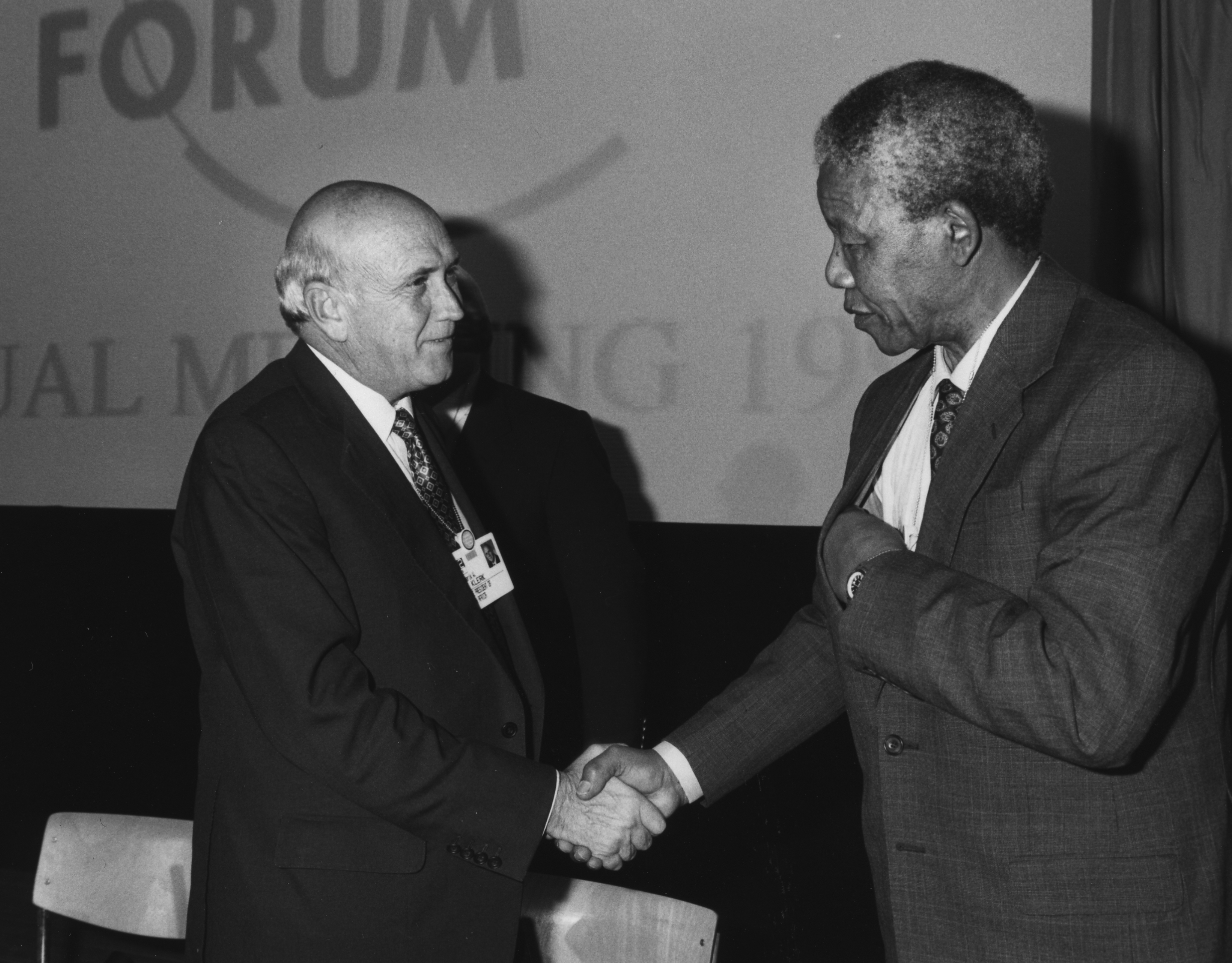
Frederik de Klerk en Nelson Mandela
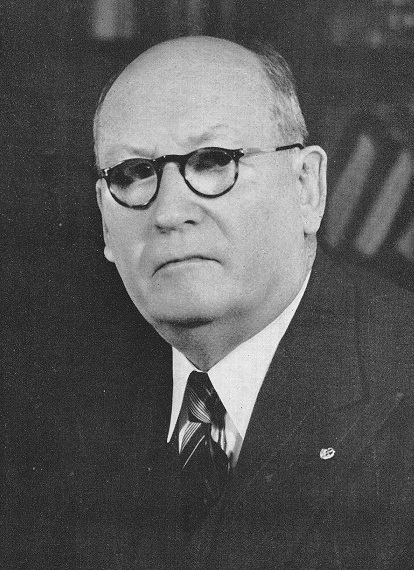
D. Malan
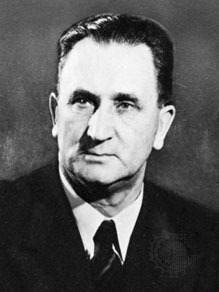
J. Strijdom
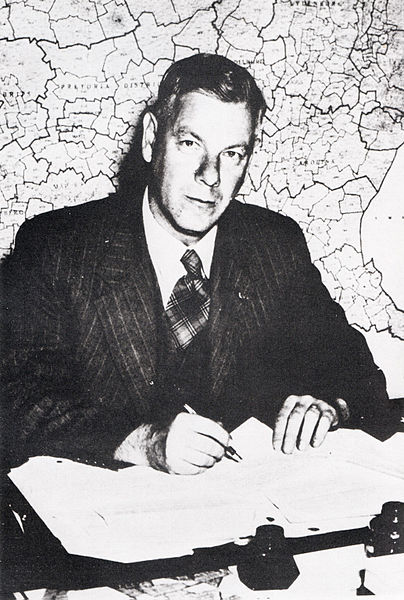
H. Verwoerd
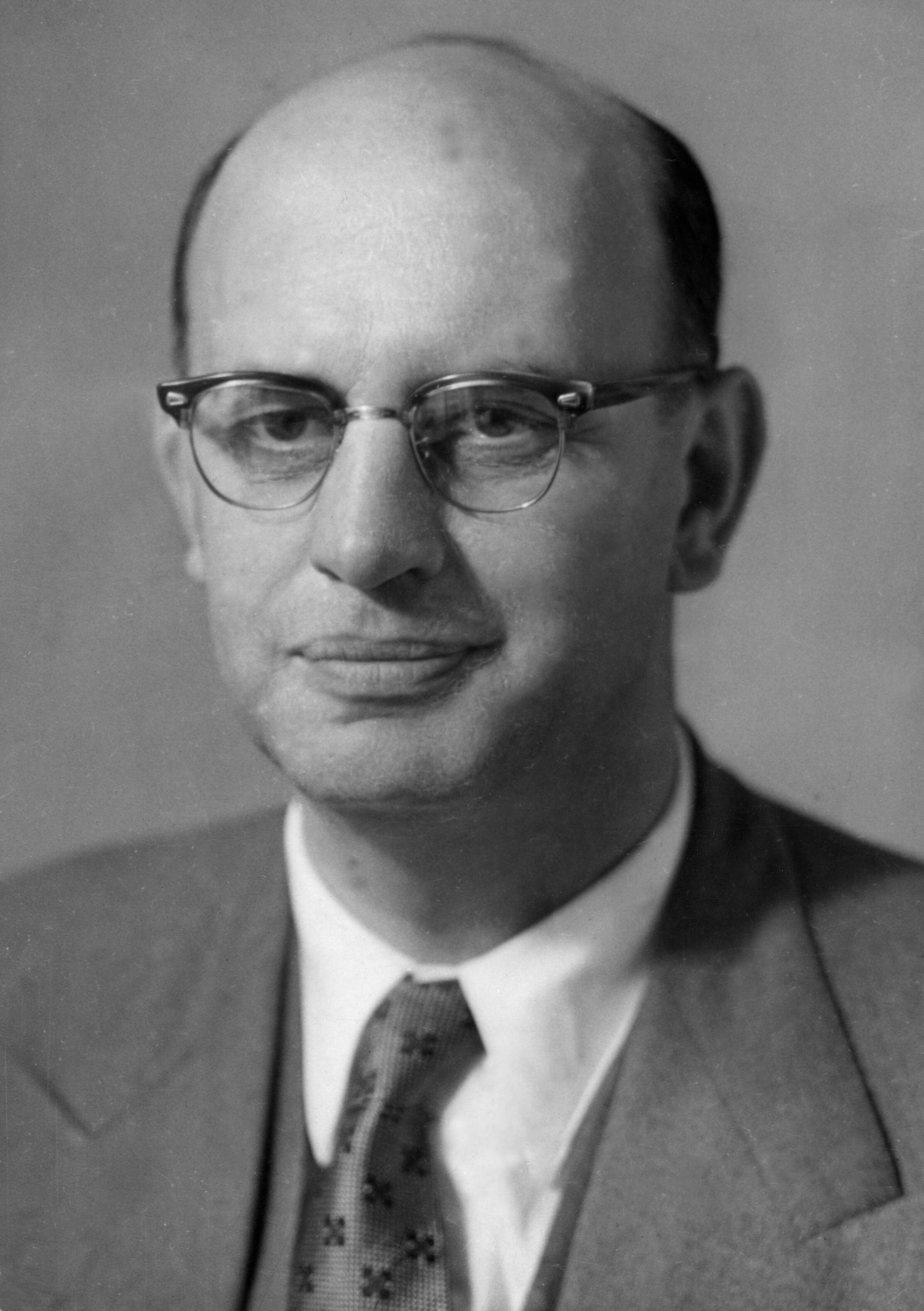
P. Botha
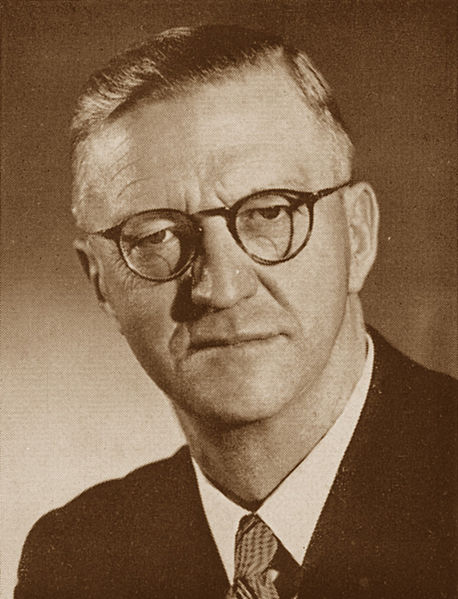
C. Swart